# Heribert Potuznik
Heribert Potuznik (* 26. Dezember 1910 in Wien-Brigittenau; † 22. April 1984 in Mistelbach) war ein österreichischer Maler.

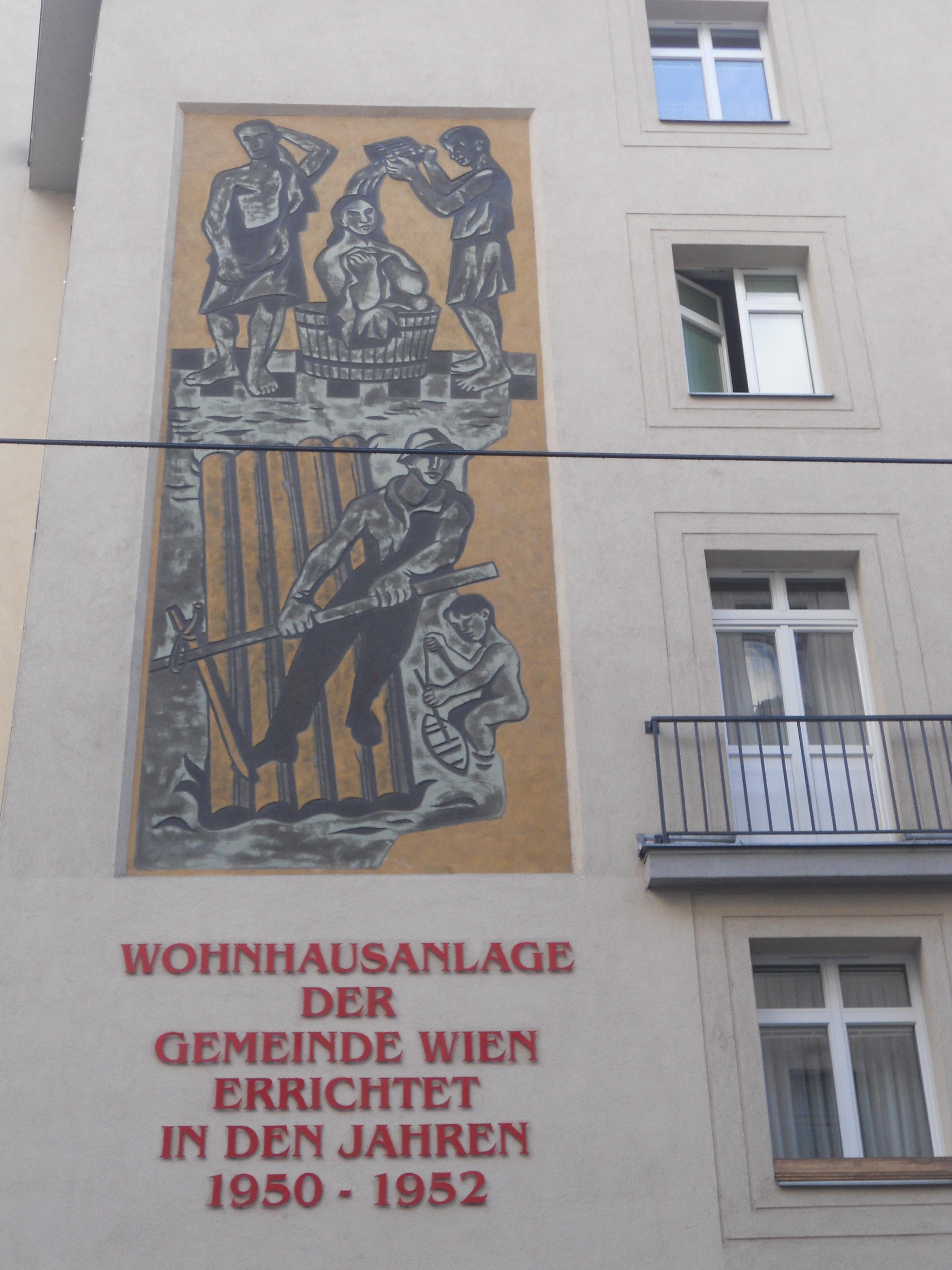
Das Sgraffito-Wandbild Donauflößer-Badszene in der Badgasse auf dem Karl-Schönherr-Hof in Wien-Alsergrund

## Leben
Heribert Potuznik absolvierte zwischen 1925 und 1929 eine Lehre als Entwurfslithograph und erhielt seine künstlerische Ausbildung zum Landschaftsmaler bei Karl Joseph Gunsam an der Schule von Josef Dobrowsky sowie ab 1940 bei August Finkel an der Kunstschule in Danzig. Er gehörte zu den Vertretern eines figuralen Expressionismus und war seit 1937 Mitglied des Hagenbund. Potuznik kehrte 1946 aus der Kriegsgefangenschaft zurück und wurde Mitglied des „Strohkoffer“ und gehörte 1947 bis 1955 der Künstlergruppe „Der Kreis“ und seit 1956 dem Künstlerhaus Wien an. 1975 wurde er zum Professor ernannt.
Als Wahlniederösterreicher wirkte er in Fischamend und ab 1960 im Weinviertel, wo er in der Hollabrunner Gegend, zunächst in Mariathal, dann in Großnondorf eine neue Heimat fand. Hier erlebte er seine fruchtbarsten Schaffensperioden. Es entstanden seine großen Werke, neben eindrucksvollen Landschaften vor allem Sgraffiti, wie jenes am Stadtsaal Hollabrunn, das zu den größten seiner Art in Europa zählt. Heribert Potuznik starb 74-jährig in Großnondorf. An ihn erinnert eine Gedenkstätte in Großnondorf und ein Gedenkraum in Hollabrunn.